# Consell del Front Popular d'Alliberament d'Oròmia
El Consell del Front Popular d'Alliberament d'Oròmia (Gumii Adda Bilisummaa Ummata Oromiyaa GABUO o Council of Oromiyaa People's Liberation Front COPLF) és un partit polític d'Etiòpia. Va sorgir d'una conferència celebrada del 22 al 25 de novembre del 2006, entre delegats del Front Popular d'Alliberament Oromo (OPLF) i el Consell d'Alliberament d'Oròmia (OLC) que van acordar fusionar-se en la nova organització. El 2010 la nova organització fou membre fundador del segon ULFO (Forces Unides d'Alliberament d'Oròmia).